# Christian Frederik Schwartzkopf
Christian Frederik Schwartzkopf (24. juli 1817 i København – 1. marts 1893 sammesteds) var en dansk embedsmand.

## Karriere
Han var en søn af livkirurg hos Arveprins Ferdinand Carl Peter August Schwartzkopf (11. juni 1781 – 22. december 1838) og Arentze Birgitte født Kjerrumgaard (10. juni 1784 – 20. december 1868). Han blev 1834 student fra Borgerdydskolen i København og 1839 juridisk kandidat. Efter at han derpå i længere tid havde arbejdet på en højesteretsadvokats kontor, blev han 1842 volontær i Danske Kancelli og 1847 kancellist der. Samtidig gjorde han tjeneste i Kongens Livkorps, fra 1839 som sekondløjtnant, fra 1841 som premierløjtnant og fra 1845 som sekondkaptajn. 1847 fik han afsked fra Hæren.
1848 blev han fuldmægtig i Kirke- og Undervisningsministeriets 1. departement; 1856 udnævntes han til chef for ministeriets ekspeditionskontor for det højere undervisningsvæsen, hvortil snart efter bl.a. kunstanstalterne føjedes. 1859 blev han tillige sekretær hos ministeren, 1880 afskedigedes han efter eget ønske, og 1. marts 1893 døde han i København. 1853 var han blevet kancelliråd, 1859 justitsråd, og ved sin afgang udnævntes han til etatsråd. Schwartzkopf blev 6. oktober 1860 Ridder af Dannebrog og 14. juli 1874 Dannebrogsmand.
Han var en ualmindelig flittig og pligtopfyldende embedsmand, altid tjenstvillig og hjælpsom over for de mangfoldige, der i tjenesteanliggender søgte hans bistand, derhos en fin natur og i besiddelse af en stor – om end stundum vel formløs – personlig elskværdighed. Ved sin udtræden af statens tjeneste hædredes
han da også med en fest, i hvilken en fyldig repræsentation fra alle åndens felter deltog.

## Ægteskaber
Han blev gift 1. gang 27. november 1847 i Garnisons Kirke med Christine Mathilde født Wulff (19. september 1818 – 6. januar 1849), datter af grosserer Jens Andreas Wulff og Olivia født Lang; 2. gang 20. april 1850 i Kastelskirken med Malvina Blanca Minona født Hostrup-Schultz (29. september 1824 – 19. marts 1893), datter af direktør Jens Hostrup Schultz.
Schwartzkopfs datter med Minona Bianca Malvina Hostrup-Schultz var den senere kunstmaler Mimi Schwartzkopf, født 1851.
Således var hans svigersøn forfatteren og professoren Karl Larsen.